# George Kell
George Clyde Kell (* 23. August 1922 in Swifton, Arkansas; † 24. März 2009 ebenda) war ein US-amerikanischer Baseballspieler in der Major League Baseball (MLB).

## Biografie
George Kell begann seine Karriere als Third Baseman bei den Philadelphia Athletics in der American League am 28. September 1943. 1946 wechselte er zu den Detroit Tigers. Im Jahre 1949 gewann er seinen einzigen Titel für den Spieler mit dem besten Schlagdurchschnitt mit .3429 vor Ted Williams von den Boston Red Sox, der auf .3428 kam. Mit diesem sehr knappen Erfolg – normalerweise wird der Schlagdurchschnitt nur bis auf drei Stellen nach dem Komma kalkuliert – hinderte er auch Williams am Gewinn der Triple Crown. Ein Jahr später führte er die American League mit 218 Hits und 56 Doubles an, kam beim Schlagdurchschnitt aber mit .340 nur auf den zweiten Platz hinter Billy Goodman von den Boston Red Sox. 1952 wechselte er zu den Red Sox. Von diesen schloss er sich den Chicago White Sox an, bevor er bei den Baltimore Orioles am 14. September 1957 sein letztes Spiel in den Major Leagues bestritt. Neben seinen Leistungen als Schlagmann waren auch seine Fähigkeiten im Feldspiel überragend.
Nach seiner Spielerkarriere arbeitete er im Übertragungsteam der Detroit Tigers und wurde Besitzer eines Autohauses. 1983 wurde er durch das Veterans Committee in die Baseball Hall of Fame aufgenommen.